# 拉梅賽德區 (丘爾坎帕省)

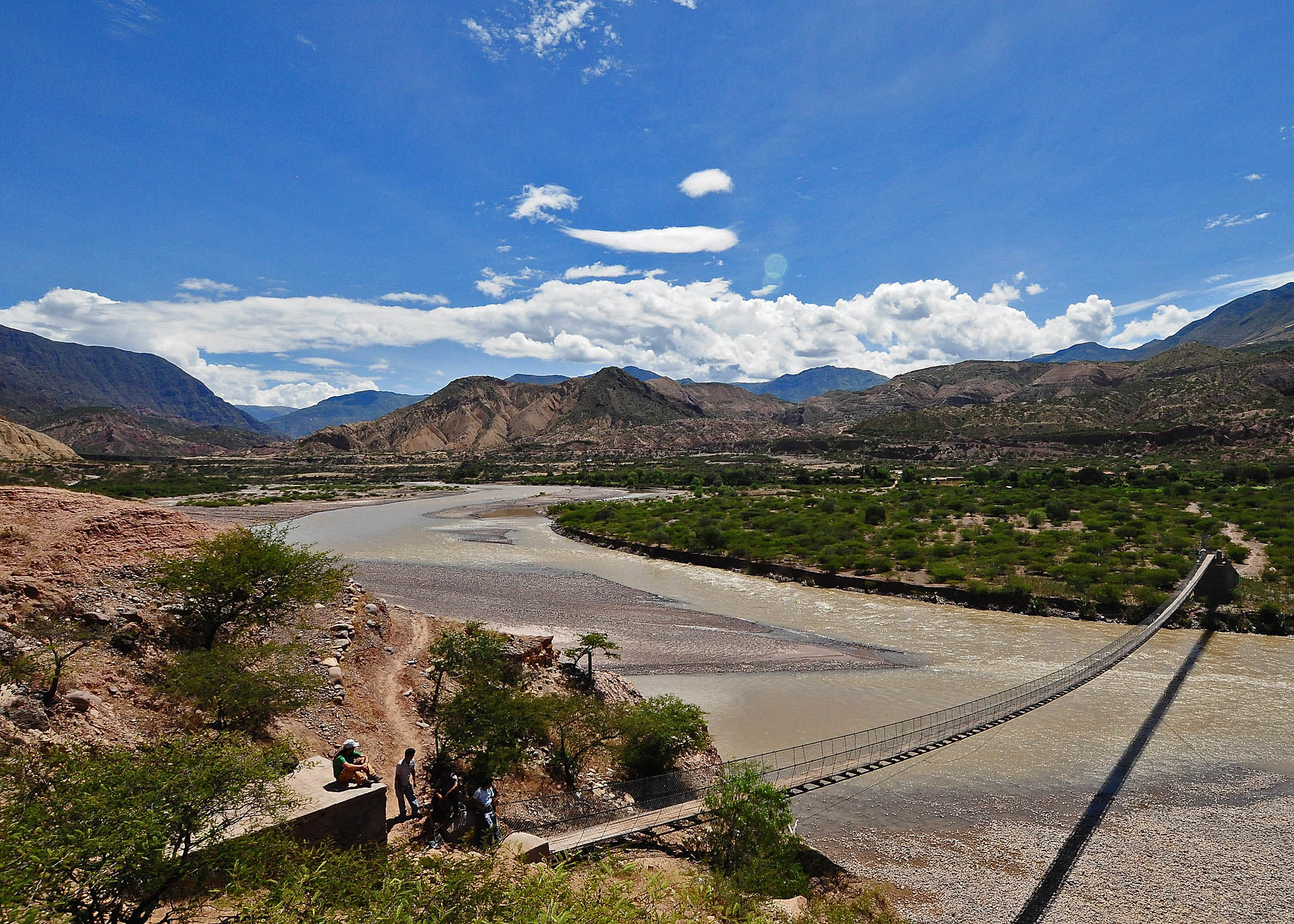

拉梅賽德區（西班牙語：Distrito de La Merced），是秘魯的一個區，位於該國中南部萬卡韋利卡大區的丘爾坎帕省，始建於1945年11月30日，面積69平方公里，海拔高度2,632米，2005年人口587，人口密度每平方公里8.5人。